# Mad About You (Toto)
Mad About You è una canzone della rock band Toto primo singolo estratto dall'album Mindfields.

## Informazioni
Nonostante la canzone venne editata nel 1999, ha delle origini addirittura risalenti a dieci anni prima, quando il cantante dei Toto di allora era Joseph Williams che scrisse il testo della canzone insieme a David Paich, Joseph dichiarò che il brano però non andò oltre qualche registrazione demo. Il singolo non ebbe un buonissimo successo di vendita, ma fece guadagnare ai Toto la nomination ai Grammy Awards. Il singolo arrivò quarantesimo nella Official Singles Chart, e trentacinquesimo nella ARIA Charts. Il brano segna così il ritorno alla voce di Bobby Kimball, che dopo il tour per Toto XX si era riunito alla band. Della canzone non fu però girato il videoclip.

## Tracce
1. Mad About You
2. Caught In the Balance

## Formazione
- Bobby Kimball - voce primaria
- Steve Lukather - chitarra elettrica e voce secondaria
- David Paich - tastiera e voce secondaria
- Mike Porcaro - basso elettrico
- Simon Phillips - percussioni